# Torre Piemonte
A Torre Piemonte, também conhecida como Torre Alta Vila, é uma estrutura turística que compõe o centro comercial Alta Vila Class Center, inaugurado em 2005 na divisa dos municípios de Nova Lima e Belo Horizonte, em Minas Gerais. Sua altura total é de 101 metros, mas o que ressalta a torre é sua localização no topo de um maciço montanhoso, entre a Serra do Curral e a Serra do Rola-Moça, estando a 432 metros acima do nível do centro de Belo Horizonte e a menos de 10 quilômetros da Praça Sete. A esta altitude, a torre proporciona uma ampla visão em 360° da cidade de Belo Horizonte e cidades vizinhas, além das montanhas de minas.
A torre é toda revestida de aço inoxidável, tendo sido usado um total de 50 toneladas do material no revestimento. A Piemonte também recebeu iluminação noturna com tecnologia LED, que permite a alternância das cores branco, azul, vermelho e âmbar na iluminação. Tais feitos enaltecem a visibilidade da torre, que pode ser vista praticamente de qualquer ponto da Região Metropolitana de Belo Horizonte. Fato notável em sua construção foi a utilização de dois helicópteros para colocar o cone da torre, conforme divulgado no site do empreendimento à época de sua inauguração. Dadas as características de altitude em que a torre foi construída, tomou-se como base a incidência de ventos com velocidade de até 190 km/h, exercendo força de 4 kN/metro sobre a estrutura.

## Os espaços

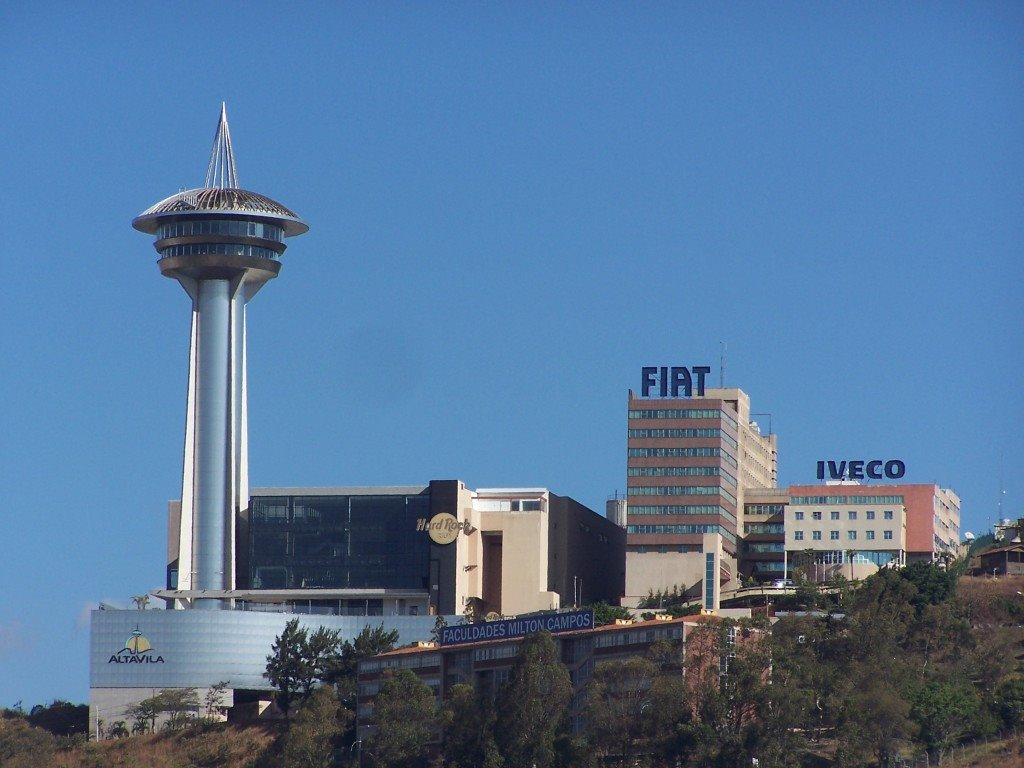
A Torre Piemonte ao lado das sedes comerciais da Fiat Chrysler e da Iveco, no Brasil.

### A torre
O topo da torre possui dois pisos: No primeiro piso, fica o espaço para observação panorâmica e também há espaço destinado a eventos;  Já o segundo piso da torre é hoje ocupado por um restaurante mineiro de gastronomia contemporânea.

### Centro comercial
O prédio, originalmente construído para ser um shopping, possui ao todo quatro andares: Hoje, o primeiro o primeiro andar é ocupado pela administração do complexo, onde há também espaço alocado para feiras, com área de 2.900 m2; O segundo e terceiro andares são todos ocupados pelo escritório da empresa de consultoria Accenture; e no quarto andar é onde fica o "Salão Bela Vista", área de eventos, com capacidade para até 1.200 pessoas. Sob o complexo comercial, há um grande estacionamento com capacidade para 850 vagas distribuídas em cinco andares, com sistema de monitoramento por câmeras.

## Da decadência à readaptação

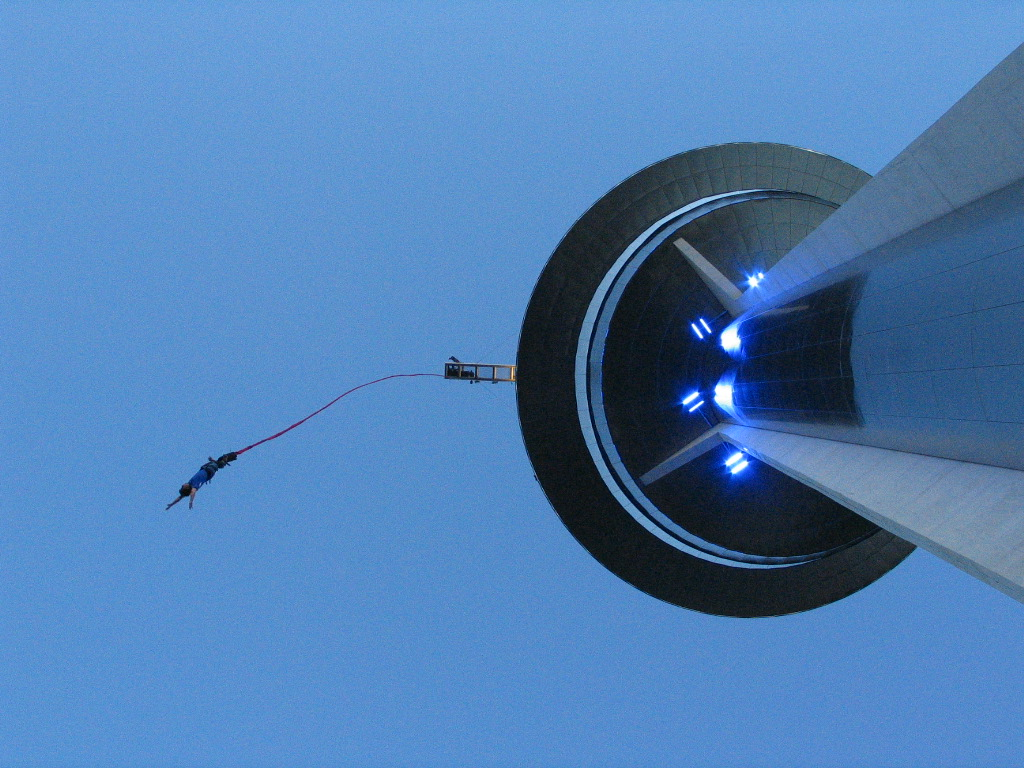
Salto de Bungee Jumping a partir de base fixa.

O centro comercial Alta Vila Class Center, com a imponente torre anexa, foi projetado para oferecer um novo conceito de diversão em Belo Horizonte e região metropolitana. No entanto, o complexo, com capacidade para 72 lojas, foi inaugurado em 2005 com apenas metade dos pontos comerciais ocupados, dos quais nem mesmo o cinema resistiu ao primeiro ano de funcionamento. Os motivos apontados pelo fracasso do empreendimento como espaço comercial foram: a inauguração precipitada de lojas, o preço do estacionamento, a ausência de lojas-âncora, e até a falta de planejamento de transporte público para atender à região, que de certa forma é isolada do restante da cidade.  O local é atendido por duas linhas de ônibus municipais de Belo Horizonte, as linhas 2104 e 4110 da BHTRANS. 
Seis meses após a inauguração do complexo, o Hard Rock Café, famoso restaurante americano, abriu sua segunda unidade no Brasil no Alta Vila. Permanecendo no espaço por quase dez anos, o Hard Rock chegou a ser a única unidade desta rede mundial no país. Com o escasso público durante os dias de semana, a casa de shows e também restaurante acabou fechando as portas no Alta Vila em 2014, deixando de atuar no Brasil.
Neste cenário, a administração do empreendimento vem adaptando o uso de seus espaços, passando a abrigar escritórios corporativos de empresas como a Accenture, que desde 2013 ocupa todo o terceiro andar do centro comercial. Da mesma maneira, o quarto andar do Mall hoje é usado como espaço de eventos, com capacidade para até 1,2 mil pessoas, sendo disputado semanalmente por bufês de festas de casamento, aniversários, desfiles e outras produções.

## Ligações externas

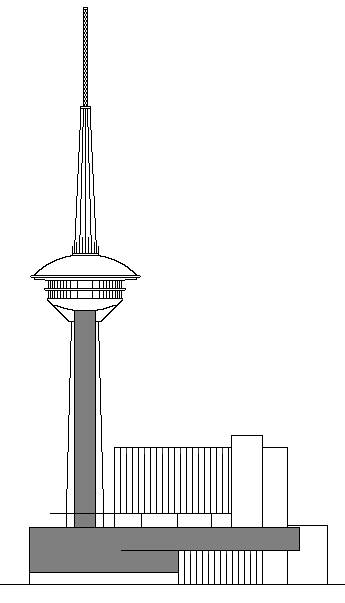
Projeção da Torre Piemonte (Alta Vila) com potencial acoplagem de antena de telecomunicações.